# Värendsvallen

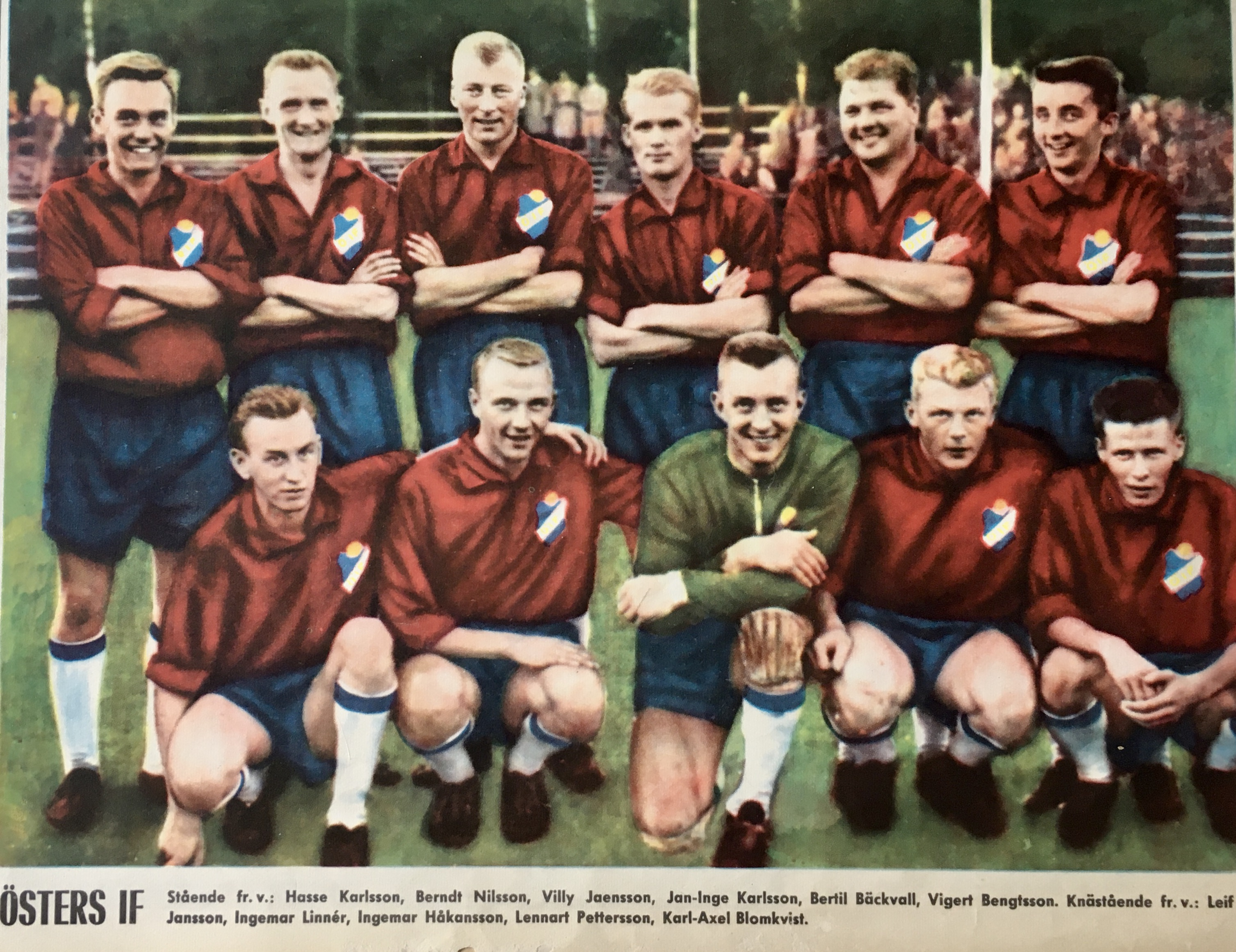
Östers IF 1960. Fotbollslaget hade Gamla Värendsvallen som sin hemmaarena.

Värendsvallen invigdes 1966 och är en idrottsanläggning i västra Växjö i Sverige. Värendsvallen hyser arenor som är hemmaplan för flera Växjöklubbar, bland andra IFK Växjö. Värendsvallen används även för musikevenemang.
- Nya Värendsvallen med fotbollsplan och friidrottsbanor. Publikkapacitet 15 000, fördelat över en huvudläktare med tak, en öppen sittplatsläktare, och två ståplatsläktare.  Kortsidorna saknar läktare. Den sista tävlingsmatchen på arenan för Östers herrlag spelades den 23 augusti 2012 mot IK Brage[2].
- Gamla Värendsvallen, som var en fotbollsplan med träläktare längs ena långsidan. Denna revs i mars 2011[3] för att ge plats åt nya Myresjöhus Arena.
- Växjö Tipshall, en inomhushall som används för fotboll, friidrott och mässor.
- Växjö Ishall, som används av Växjö Lakers HC och Växjö konståkningsklubb
- Växjö curlinghall
- Växjö boulehall
- Idrottshuset med badminton, squash eller bordtennis samt klättring
- flera träningsplaner och uterink

Anläggningen sköts av Växjö kommun.

## Arenastaden i Växjö
Arenastaden finns placerad på Värendsvallens område, och samtliga arenor stod klara hösten 2012. Arenastaden innehåller en ny fotbollsarena och en ny ishall med tillhörande träningsfaciliteter, samt en friidrottsarena och en arena för innebandy. Tidigare fanns även planer på att bygga ett köpcenter samt lägenheter, men skrotades efter att finansiärerna Steen & Ström drog sig ur projektet i slutet av 2008.
Arenastaden i Växjö innehåller följande arenor:
- Vida Arena - ishockey- och evenemangsarena [5], Invigd i samband med Växjö Lakers Elitseriedebut 17 september 2011.
- Visma Arena (Växjö Arena) - fotbollsarena [6]. Invigdes 1 september 2012.
- Telekonsult Arena - friidrott[7]. Invigdes den 6 oktober 2012.
- Fortnox Arena - innebandyarena[8]. Stod klar i augusti 2012.

Den nya fotbollsarenan är en av arenorna som fått arrangörskapet av Damfotbolls-EM 2013.